# باسيل ديكنسون
باسيل ديكنسون (بالإنجليزية: Basil Dickinson) هو لاعب القفز الثلاثي أسترالي، ولد في 25 أبريل 1915 في كوينبيان في أستراليا، وتوفي في 7 أكتوبر 2013 في الجبال الزرقاء في أستراليا.

## وصلات خارجية
- باسيل ديكنسون على موقع النتائج التاريخية لألعاب القوى الأسترالية (الإنجليزية)
- باسيل ديكنسون على موقع أوليمبيديا (الإنجليزية)
- باسيل ديكنسون على موقع اللجنة الأولمبية الأسترالية (الإنجليزية)